# Христенко Ігор Владленович
Ігор Владленович Христенко (рід. 4 липня 1959, Ростов-на-Дону) — радянський і російський артист естради, гуморист, актор театру і кіно, пародист.

## Біографія
Народився 4 липня 1959 року в Ростові-на-Дону, в сім'ї відомого оперного співака Владлена Семеновича Христенко і балерини, заслуженої артистки Таджицької РСР Алли Павлівни Полякової. Після закінчення школи переїхав до Москви, де вступив до Вище театральне училище імені М. С. Щепкіна на курс Віктора Іванновіча Коршунова. Дружина Ігоря, Олена, також випускниця цього училища. 
У 1980 році, після закінчення училища працював у Театрі сатири, де грав кілька років.
У 1990-ті роки на телебаченні виступав з пародіями на Бориса Миколайовича Єльцина, Олександра Івановича Лебедя і Володимира Вольфовича Жириновського. Тоді його номер так сподобався Володимиру Жириновському, що він його кликав на деякі вечірки. 
У період з 1999 по 2002 рік працював в телевізійному проекті каналу НТВ «Ляльки», де озвучував дванадцять персонажів.
Знімався у фільмах режисерів Володимира Горіккера, Сергія Никоненка, Дмитра Астрахана і Андрія Горбатого, а також в кіножурналах «Єралаш» і «Фітіль». Брав участь в озвучуванні мультиплікаційних фільмів.
Працював в телепередачі Євгена Петросяна «Криве Дзеркало» і в телепередачі «Це смішно» на каналі Росія 1.